# 지그메 왕축
지그메 왕축(종카어: འཇིགས་མེད་དབང་ཕྱུག, Jigme Wangchuck, 1905년 ~ 1952년 3월 30일)은 부탄의 제2대 국왕(재위: 1926년 8월 26일 ~ 1952년 3월 30일)이다.
부탄의 제1대 국왕인 우겐 왕축의 아들이다.
| 전임 우겐 왕축 | 제2대 부탄의 국왕 1926년 8월 26일 ~ 1952년 3월 30일 | 후임 지그메 도르지 왕축 |